# Warnice Dębica
Warnice Dębica – nieczynny przystanek osobowy znajdujący się pomiędzy miejscowościami Warnice i Dębica, w granicach miasta Stargard, w województwie zachodniopomorskim, w Polsce.